# Mário Almaský
Mário Almaský (* 25. června 1991) je slovenský fotbalový záložník, hráč klubu MFK Ružomberok.

## Klubová kariéra
Profesionální kariéru začal v MFK Ružomberok v roce 2012, je odchovancem tohoto klubu, hrál zde již od žáckých kategorií.
V červenci 2015 odešel na hostování do FO ŽP ŠPORT Podbrezová, ve hře bylo i angažmá v FC Baník Ostrava.